# 野嶋秀子
野嶋 秀子（のじま ひでこ、1953年12月 - ）は、日本の化学者（溶液化学・物理化学）。静岡県立大学短期大学部一般教育等講師。旧姓は佐原（さはら）。
静岡女子短期大学一般教育等助手、静岡県立大学短期大学部一般教育等助手などを歴任。

## 来歴

### 生い立ち
1953年12月生まれ。静岡薬科大学に進学、薬学部薬学科にて学んだ。1976年3月静岡薬科大学卒業（薬学士）。

### 研究者として
大学卒業後は、1976年3月静岡女子短期大学助手に就任。その後、静岡女子短期大学・静岡女子大学・母校の静岡薬科大学の統合・再編があり、新たに静岡県立大学が発足、それに伴い、1987年4月から、静岡県立大学の短期大学部助手となる（一般教育等担当）。なお、静岡県立大学の新設以降も、静岡女子短期大学は在校生が卒業する1988年3月まで引き続き存続したため、その間は静岡女子短期大学助手も兼任。2000年4月、静岡県立大学短期大学部講師に昇任した。

## 研究
専門は化学。薬学科を卒業したことから特に溶液化学や物理化学といった分野の研究に従事。具体的には、両親媒性分子により構成される物質の水溶液について、物理化学の見地からの研究に取り組んだ。また、老化熱に関する研究にも取り組んだ。
なお、早くから情報通信技術の将来性に着目、1986年の時点で論文「パーソナルコンピュータによる個人用データファイルの作成」で、個人情報の収集・管理にパーソナルコンピュータの活用を提唱した。
日本化学会、繊維製品消費科学会、等に所属。

## 略歴
- 1953年 - 誕生[1]。
- 1976年 - 静岡薬科大学薬学部卒業[2]。
- 1976年 - 静岡女子短期大学一般教育等助手[4]。
- 1987年 - 静岡県立大学短期大学部一般教育等助手[4]。
- 2000年 - 静岡県立大学短期大学部一般教育等講師[4]。

## 著作

### 主要な論文
- 猪川宏美・佐原秀子「1-(N′-トシルヒドラジノ)アルキルホスホン酸ジメチルから第二級アルキルホスホン酸ジメチルの合成」『日本化学会誌』1980巻4号、日本化学会、1980年4月、609-612頁。ISSN 0369-4577
- 佐原秀子「鹸化度の異なるポリ（ビニルアルコール）へのドデシル硫酸ナトリウムの結合」『静岡女子短期大学研究紀要』30号、静岡女子短期大学、1982年、107-113頁。ISSN 0287-3001
- 原田茂治・佐原秀子「水中における18-クラウン-6とアルキルアンモニウムクロリドの相互作用」『静岡女子短期大学研究紀要』31号、静岡女子短期大学、1983年、25-32頁。ISSN 0287-3001
- 佐原秀子・原田茂治「混合ミセルのモル体積――デシル硫酸ナトリウムおよびドデジル硫酸ナトリウム混合系」『静岡女子短期大学研究紀要』33号、静岡女子短期大学、1985年、15-22頁。ISSN 0287-3001
- 原田茂治・佐原秀子「パーソナルコンピュータによる個人用データファイルの作成」『静岡女子短期大学研究紀要』34号、静岡女子短期大学、1986年、77-87頁。ISSN 0287-3001
- 佐原秀子・原田茂治「電極法によるドデシルアンモニウムクロリドのミセル物性に関する研究」『研究紀要』1号、静岡県立大学短期大学部、1987年、137-141頁。ISSN 0914-7810
- 原田茂治・佐原秀子「双子型伝導微少熱量計による水溶液の希釈熱測定」『研究紀要』6号、静岡県立大学短期大学部、1992年、75-83頁。ISSN 0914-7810
- 原田茂治・佐原秀子「市販の界面活性剤選択性電極の電極電位」『研究紀要』9号、静岡県立大学短期大学部、1995年、219-223頁。ISSN 0914-7810
- 原田茂治・佐原秀子「Titration Calorimetryデータの取り扱い」『静岡県立大学短期大学部研究紀要』11-3号、静岡県立大学短期大学部、1997年。ISSN 1344-7971
- 佐原秀子・貝沼やす子・原田茂治「炊飯米の老化熱測定の試み」『静岡県立大学短期大学部研究紀要』13-3号、静岡県立大学短期大学部、1999年。ISSN 1344-7971
- 原田茂治・佐原秀子「Thermal Activity Monitor 2277のベースライン安定性と熱データの比較」『特別研究報告書』97・8年度版、静岡県立大学短期大学部、1999年3月、7-16頁。ISSN 1340-2927
- 佐原秀子・貝沼やす子・原田茂治「炊飯米の老化熱測定の試み(2)」『静岡県立大学短期大学部研究紀要』14-3号、静岡県立大学短期大学部、2000年。ISSN 1344-7971
- 貝沼やす子・佐原秀子・原田茂治「米飯の老化熱とテクスチャーとの関係」『日本食品科学工学会誌』51巻12号、日本食品科学工学会、2004年12月15日、665-671頁。ISSN 1341-027X

## 関連人物
- 貝沼やす子
- 原田茂治